# Elefántcsontpart a 2013-as úszó-világbajnokságon
Elefántcsontpart három úszóval vett részt a 2013-as úszó-világbajnokságon, akik négy versenyszámban indultak.

## Úszás
Férfi
| Versenyző      | Verseny                   | Selejtező  | Selejtező  | Elődöntő          | Elődöntő          | Döntő             | Döntő             |
| Versenyző      | Verseny                   | Idő        | Helyezés   | Idő               | Helyezés          | Idő               | Helyezés          |
| -------------- | ------------------------- | ---------- | ---------- | ----------------- | ----------------- | ----------------- | ----------------- |
| Sylla Alassane | 100 méteres gyorsúszás    | Nem indult | Nem indult | Nem jutott tovább | Nem jutott tovább | Nem jutott tovább | Nem jutott tovább |
| Sylla Alassane | 100 méteres pillangóúszás | 1:03.49    | 56         | Nem jutott tovább | Nem jutott tovább | Nem jutott tovább | Nem jutott tovább |
| Pierre Tano    | 50 méteres gyorsúszás     | 26.41      | =79        | Nem jutott tovább | Nem jutott tovább | Nem jutott tovább | Nem jutott tovább |

Női
| Versenyző     | Verseny              | Selejtező  | Selejtező  | Elődöntő          | Elődöntő          | Döntő             | Döntő             |
| Versenyző     | Verseny              | Idő        | Helyezés   | Idő               | Helyezés          | Idő               | Helyezés          |
| ------------- | -------------------- | ---------- | ---------- | ----------------- | ----------------- | ----------------- | ----------------- |
| Vanessa Kokoe | 50 méteres mellúszás | Nem indult | Nem indult | Nem jutott tovább | Nem jutott tovább | Nem jutott tovább | Nem jutott tovább |